# Ojraci
Ojraci (ojracki ᡆᡕᡅᠷᠠᡑ, kałm. Өөрд, mong. Ойрад) – zachodnia grupa ludów mongolskich, pod koniec XX wieku licząca ok. 600 tys. ludzi.

## Historia

### Wczesna historia Ojratów
Na początku XIII wieku Ojraci byli ludem łowiecko-zbierackim zamieszkującym tereny leśne wzdłuż górnego Jeniseju, w dzisiejszej wschodniej Tuwie i ajmaku chubsugulskim. Rządziła nimi dynastia szamanów noszących tytuł beki, której głową był w owym czasie niejaki Kutuka. W roku 1207 Kutuka-beki podporządkował się synowi Czyngis-chana (1206 – 1227) Dżocziemu i tym samym Ojraci zostali włączeni do imperium mongolskiego. Ponieważ przyłączyli się do niego bez stawiania oporu, ich ród panujący połączył małżeński sojusz (kuda) z rodem panującym Mongołów (Bordżigin) i Ojraci stali się jednym z najbardziej wpływowych plemion w ramach imperium. Pod koniec XIV wieku Ojraci przesunęli się bardziej na południe i południowy zachód, aż do jeziora Kuku-nor i basenu Tarymu. W przeciwieństwie do Mongołów Wschodnich ich władcy nie byli Czyngisydami i stąd nie mieli prawa do tytułu chana. Pomimo to za czasów Elbega (ok. 1394 – 1399) Ojraci rzucili wyzwanie Czyngisydom z Północnej dynastii Yuan. Syn Elbega, Mahmud, w roku 1412 zabił chana Öldżejtü (1408 – 1412) i ustanowił podporządkowanego sobie władcę Mongołów. Władza Ojratów nad Mongołami osiągnęła swój szczyt za rządów syna i wnuka Mahmuda, Togona (1418 – 1440) i Esena (1440 – 1455). Esen w roku 1449 zwyciężył i pojmał chińskiego cesarza Zhu Qizhena (1435 – 1449) pod Tumu. Ten triumf sprawił, że w roku 1452 zrezygnował on z rządzenia za pomocą marionetkowego chana i sam obwołał się władcą Mongołów. Ten krok okazał się jednak zgubny, gdyż Esen zginął w wyniku zamachu w roku 1455, a państwo Ojratów rozpadło się.

### Transformacja Ojratów w okresie nowożytnym
Najważniejsze plemiona Ojratów aż do końca XVI wieku to Chojtowie, Baatudzi, Torguci, Derbeci, Choszuci, Barga i Buriaci. Baatudzi ulegli rozproszeniu w pierwszej połowie XVII wieku, zaś Barga i Buriaci przestali być częścią konfederacji Ojratów gdzieś ok. roku 1625. Ponieważ wodzowie Ojratów nie mogli być chanami, rządzili korzystając z małżeńskiego sojuszu (kuda) z Czyngisydami i używali tytułu tajsz, najwyższej rangi honorowej za panowania dynastii Yuan, sprawując władzę jako regenci nominalnego chana. Po śmierci Esena władza Ojratów nad pozostałymi Mongołami osłabła. Dajan-chan (1479 – 1543) zjednoczył Mongołów i pokonał Ojratów oraz zniósł stanowisko tajszego. Także później Ojraci byli przedmiotem najazdów takich władców Mongołów Wschodnich jak Ałtan-chan (zm. 1582) i Chutugtaj Seczen Chung-Tajdży (zm. 1586). W roku 1623 Ojraci odparli jednak inwazję Chałchasów prowadzonych przez Szołoj Ubaszi Chung-Tajdżiego (zm. 1623?), by w 1640 zawrzeć pokój z Mongołami Wschodnimi, oparty na tzw. Kodeksie Mongolsko-Ojrackim. Ojraci wzięli także udział w tzw. drugim nawróceniu Mongołów na buddyzm i zaczęli zapraszać do siebie tybetańskich lamów oraz wysyłać do Tybetu swoich synów, by ci otrzymali właściwe dla mnichów wykształcenie. Tym samym wzmocnieniu uległy także ich polityczne więzy z Tybetem i począwszy od roku 1640 stali się oni jednymi z głównych obrońców Dalaj i Panczenlamów. Nawrócenie na buddyzm przyniosło również ożywienie kulturalne, czego świadectwem było stworzenie przez ojrackiego mnicha Zaję Panditę tzw. jasnego pisma, lepiej przystosowanego do zapisywania języka ojrackiego niż tradycyjne pismo mongolskie.

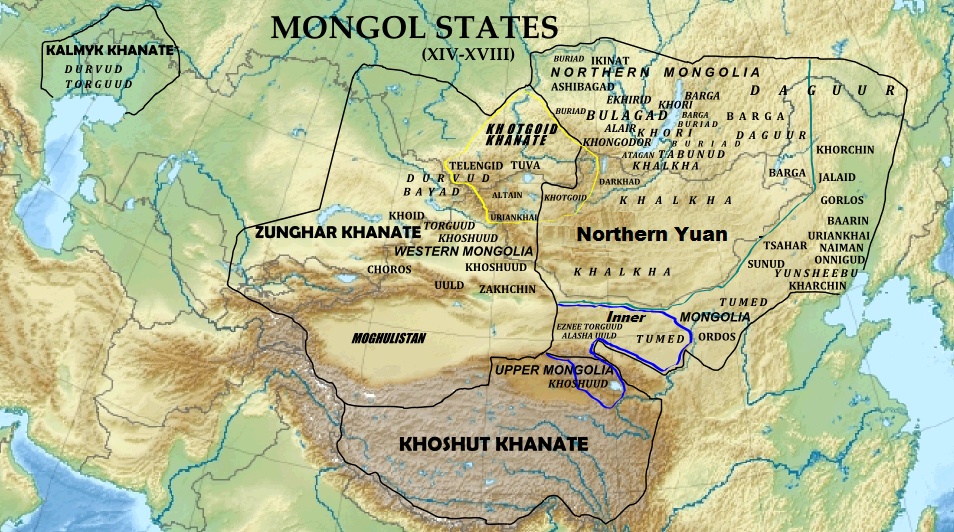
Trzy państwa Ojratów powstałe w XVII wieku: Chanat Kałmucki [Kalmyk Khanate], Chanat Dżungarski [Zunghar Khanate] i Chanat Choszutów (Tybetański) [Khoshut Khanate]

W pierwszej połowie XVII wieku Ojraci poszerzali swoje terytoria, zajmując większość pastwisk na południe i zachód od Dżungarii, posuwając się wzdłuż Jeniseju, Obu i Irtyszu aż do osad rosyjskich Kozaków w Tarze i Tobolsku oraz pod przywództwem wodza Choszutów Guszri-chana (1642 – 1655) osiedlając się w regionie Kuku-noru na zaproszenie dalajlamy Lobsanga Gjaco. W roku 1642 Guszri, który wywodził swoje pochodzenie od brata Czyngis-chana Kasara, przyjął tytuł chana. Później Dalajlama przyznał ten tytuł także nie-Czyngisydom takim jak wódz Czorosów Gałdan (1678 – 1697) i wódz Torgutów Ajuka (1669 – 1724). Tytuł chana wśród Ojratów nigdy jednak nie stał się dziedziczny i wymagał zewnętrznego potwierdzenia, początkowo przez Dalajlamów, później zaś przez Rosję lub Mandżurów. Około roku 1690 ukształtowały się ostatecznie trzy różne konfederacje lub państwa Ojratów. W Tybecie Choszuci wraz z częścią Chojtów i Torgutów pod rządami potomków Guszri-chana stworzyli chanat tybetański. Torguci wraz grupami Derbetów i Choszutów w latach 30. XVII wieku osiedlili się w rejonie dolnej Wołgi, wypierając stamtąd Nogajów. Przez swoich sąsiadów ci Ojraci byli nazywani Kałmukami i ostatecznie mieli oni zaakceptować tę nazwę. Z kolei w ojczyźnie Ojratów odłam Derbetów rządzony przez wodzów z rodu Czorosów stworzył związek plemienny Dżungarów, w którego skład wchodziła także część Choszutów i Chojtów. „Od tego czasu aż do roku 1771 Ojraci pozostawali potężnymi graczami w polityce Azji Wewnętrznej”.

### Dżungarowie i upadek Ojratów
Szczyt potęgi Ojraci osiągnęli za panowania wspomnianego już chana Dżungarów Gałdana (1678 – 1697), lecz jednocześnie jego ambicja doprowadziła do ich upadku. Próby podbicia Chałchasów przez Gałdana sprawiły, iż w roku 1691 oddali się oni pod opiekę Mandżurów. Także Choszuci zamieszkujący region Kuku-noru i Tybet czując się zagrożeni przez Gałdana w roku 1697 zaakceptowali protektorat dynastii Qing, by ostatecznie w roku 1724 całkowicie stracić niezależność. Sam Gałdan w roku 1696 poniósł druzgocącą klęskę z rąk Mandżurów, by rok później umrzeć. Jego następcy, Cełang Rabdan (1697 – 1727) i Gałdan Ceren (1727 – 1745) prowadzili ostrożniejszą politykę, pomimo to obaj ostatecznie weszli w konflikt z Mandżurami i przegrali z nimi wojnę, tracąc kolejne terytoria. Początkiem końca Dżungarów był konflikt o sukcesję po Gałdan Cerenie, w trakcie którego poszczególni pretendenci do władzy nie wahali się odwoływać do pomocy Qingów, którzy z chęcią interweniowali, podporządkowując sobie kolejne grupy Dżungarów. W roku 1756 bunt przeciwko Mandżurom podniósł wódz Chojtów Amursana, jego rebelia została jednak krwawo stłumiona i ostatecznie zakończyła się niemal zupełnym wytępieniem Dżungarów. Po śmierci Ajuki w roku 1724 Kałmucy dostali się pod panowanie Rosji i w roku 1771 większość z nich uciekła do Dżungarii, gdzie zostali osiedleni przez Mandżurów. Dzisiejsi Mongołowie w Sinciangu są w większości potomkami tych Ojratów, którzy przybyli znad Wołgi, zaś jedynie w niewielkim stopniu Dżungarów.

### Współcześni Ojraci
Około roku 1775 różne grupy Ojratów były od siebie kompletnie odizolowane. Relacje pomiędzy nimi zostały częściowo odbudowane na przełomie XIX i XX stulecia, jednak komunistyczne rządy Związku Radzieckiego, Mongolii i Chin ponownie uniemożliwiły ich podtrzymywanie w latach 1930 do 1990. Dopiero późniejszy proces liberalizacji umożliwił ich powtórne nawiązanie. Współcześnie do Ojratów zalicza się zamieszkujących Rosję Kałmuków, którzy w roku 1989 liczyli 174 tys. osób; Mongołów Sincinagu, w 1990 liczących 138 tys. osób; zachodnich Mongołów, zamieszkujących głównie ajmak uwski i kobdoski, w 1989 liczących 168.400 osób; Górnych Mongołów z prowincji Qinghai, w roku 1990 liczących 72 tys. osób; Choszutów i Torgutów zamieszkujących Alxa w Mongolii Wewnętrznej, w roku 1990 liczących 41.900 osób; Mongołów Mongolskiego Powiatu Autonomicznego Subei, w roku 1990 liczących 4.200 osób i Jeche Minggadai zamieszkujących powiat Fuyu w prowincji Heilongjiang, w roku 1988 liczących 2.400 osób.